# Capone (filme de 2020)
Capone é um filme biográfico estadunidense de 2020 escrito e dirigido Josh Trank e estrelado por Tom Hardy no papel-título. O atores Linda Cardellini, Jack Lowden, Noel Fisher, Kyle MacLachlan e Matt Dillon completam o elenco.
Originalmente planejado ser lançado nos cinemas, Capone estreou no Premium VOD da Vertical Entertainment em 12 de maio de 2020 e recebeu críticas mistas, com o desempenho de Hardy sendo elogiado, mas o roteiro de Trank sendo criticado.

## Elenco
- Tom Hardy como Al Capone
- Linda Cardellini como Mae Capone
- Matt Dillon como Johnny
- Al Sapienza como Ralph Capone
- Kathrine Narducci como Rosie
- Noel Fisher como Junior
- Gino Cafarelli como Gino
- Mason Guccione como Tony
- Jack Lowden como Crawford
- Kyle MacLachlan como doutor Karlock
- Josh Trank como agente Harris
- Neal Brennan como Harold Mattingly
- Edgar Arreola como Rodrigo
- Manuel Fajardo Jr. como Zambini

## Recepção
No Rotten Tomatoes, o filme detém uma taxa de aprovação de 41% com base em 127 críticas, com uma média de 4.88/10. O consenso do site diz: "Tom Hardy aproveita ao máximo sua oportunidade de desempenhar um papel desafiador, mas Capone é construído de maneira muito desordenada para suportar seu desempenho fascinante". No Metacritic, o filme tem uma pontuação média ponderada de 46 de 100, com base em 35 avaliações, indicando "críticas mistas ou médias".